# Rödbrunt gräsfly
Rödbrunt gräsfly, Mythimna turca är en fjärilsart som beskrevs av Carl von Linné 1761. Rödbrunt gräsfly ingår i släktet Mythimna och familjen nattflyn, Noctuidae. Enligt den svenska rödlistan är arten Nära hotad, (NT) i Sverige. I Finland är arten sällsynt men väletablerad och populationen klassad som livskraftig,(LC). I Sverige förekommer arten som bofast i Skåne och möjliga etableringar i Blekinge och på Öland. Arten uppträder migrerande och tidigare etableringar verkar ha funnits längs västkusten och långt tillbaka kanske så långt norr ut som Västmanland. Arten är utöver nämnda landskap noterad på Gotland i Halland, Småland, Västergötland och Östergötland. I Finland förekommer arten främst i de södra landskapen, Egentliga Finland, Nyland, Kymmenedalen och Södra Karelen. Artens livsmiljö är fuktiga ängar och glesa björkhagar med en delvis tät, högväxt undervegetation med en frodigare växtlighet, ekkrattskog med sanddynssänkor, eller Skogbevuxna torvmossar, tidigare utsatta för omfattande mänsklig aktivitet, torvtäkt etc. Kombinationen av sandjord med god dräneringsförmåga och fuktighetsbevarande torv, kan vara  betydelsefull. Inga underarter finns listade.

## Bildgalleri

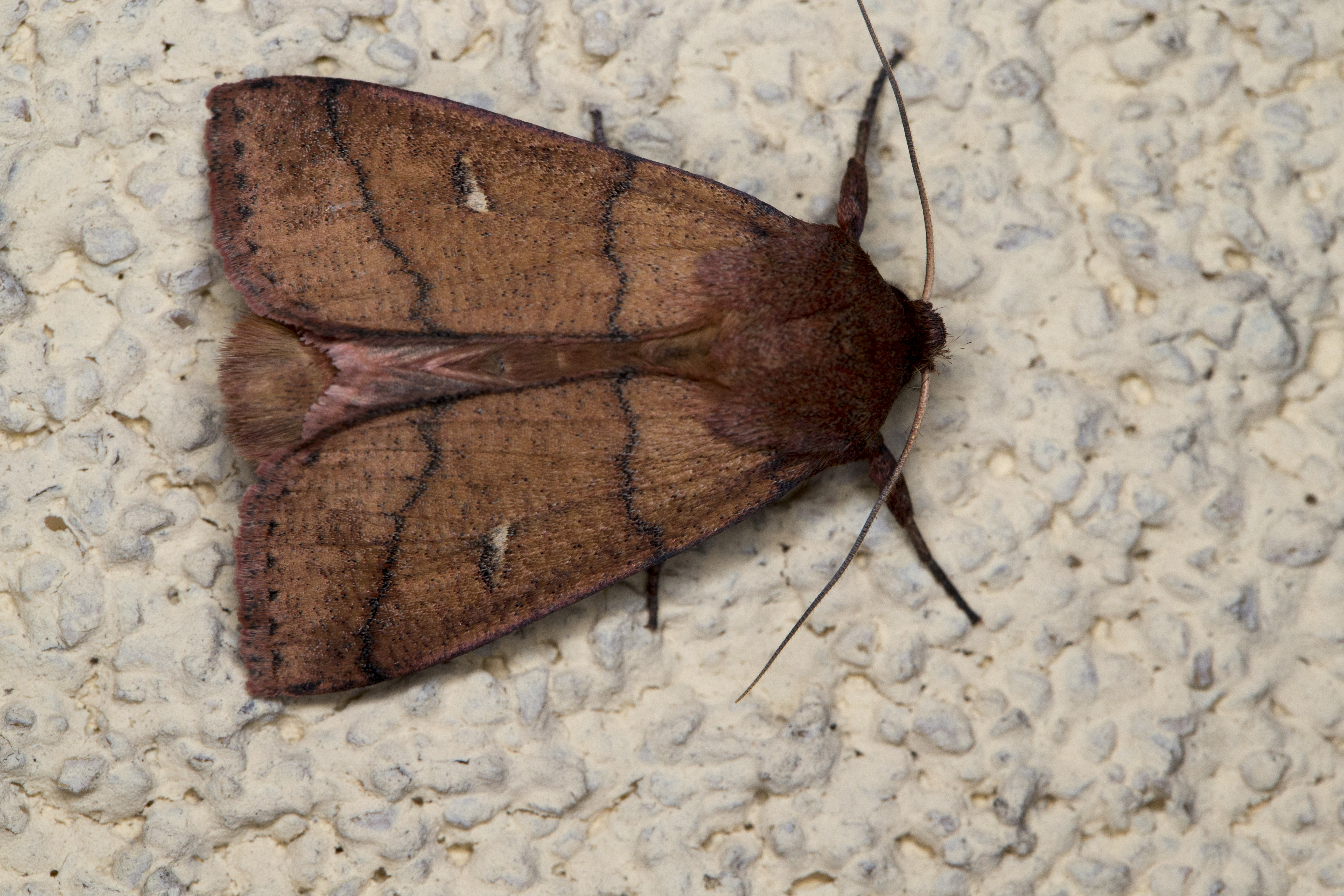
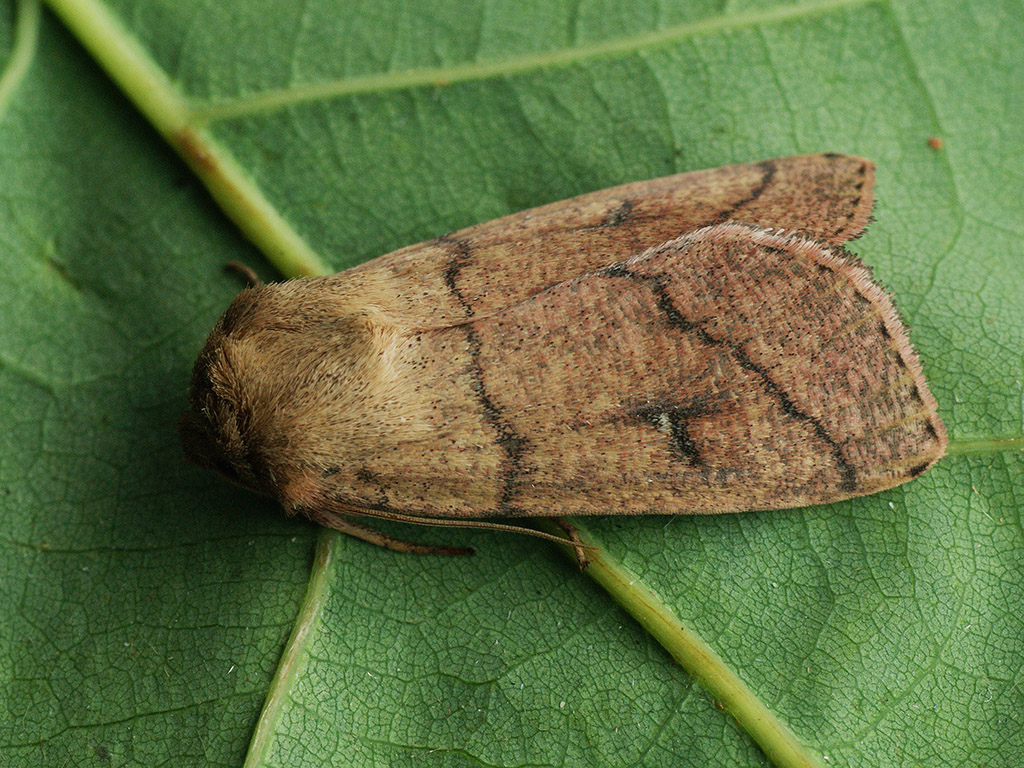
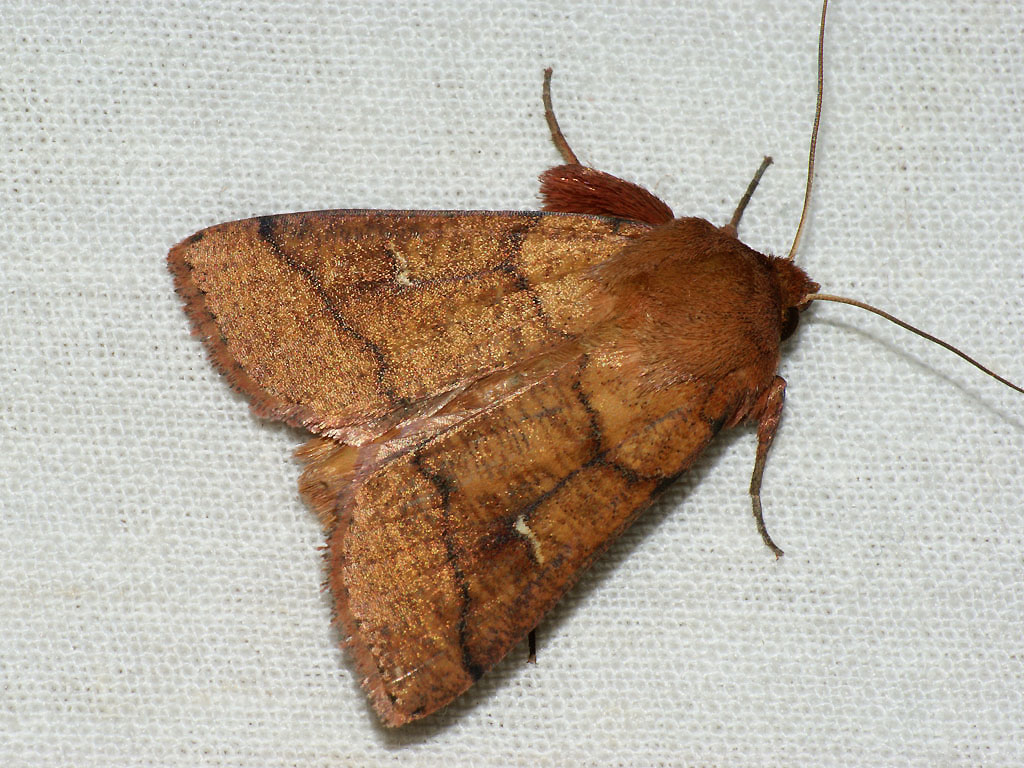
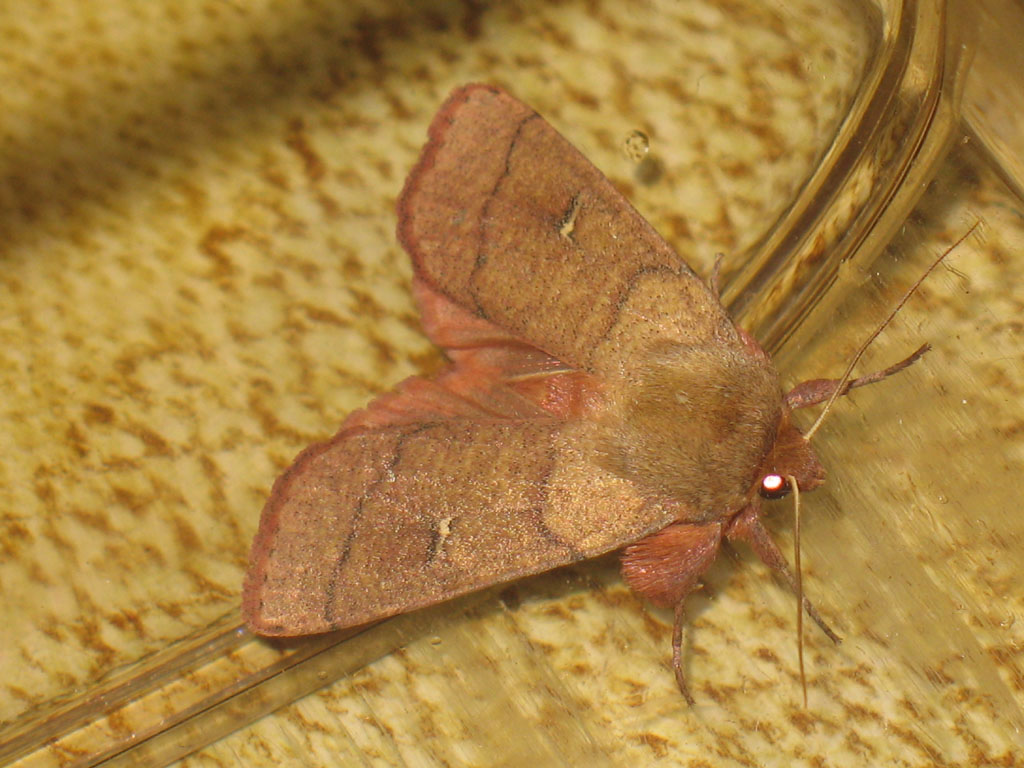